# Наси-горенг
На́си-горе́нг (индон. и малайск. nasi goreng, буквально — «жареный рис») — блюдо ряда национальных кухонь Юго-Восточной Азии, прежде всего — индонезийской. Представляет собой обжаренную в растительном масле смесь риса с измельчёнными продуктами животного или растительного происхождения. По мнению большинства специалистов, технология приготовления этого кушанья была заимствована на рубеже первого и второго тысячелетий нашей эры из китайской кухни.
Несмотря на внешнее сходство со многими блюдами из риса, широко известными на Западе — пловом, паэльей, ризотто, джамбалайей, — наси-горенг существенно отличается от них в плане кулинарной технологии — прежде всего тем, что для его приготовления используется уже варёный, а не сырой рис.
Блюдо имеет множество вариаций в плане используемых продуктов и приправ. Особой популярностью оно пользуется на Яве, где исторически является одним из главных кулинарных специалитетов. В яванской и ряде других региональных кухонь Индонезии порция наси-горенга часто дополняется традиционным комплексным гарниром, в который обычно входят яичница или омлет, крупук, небольшое количество свежих или мочёных овощей, несколько шпажек миниатюрного шашлыка сате или какие-то другие закуски. Кроме того, в некоторых районах Явы иногда практикуется смешение наси-горенга с другими кушаньями, в частности, с различными видами лапши. 
Помимо Индонезии, блюдо получило весьма широкое распространение в Малайзии, Сингапуре и Брунее, а также определённую популярность за пределами Юго-Восточной Азии — прежде всего, в Нидерландах. При этом на международном уровне оно воспринимается преимущественно как «кулинарный символ» именно Индонезии.

## Происхождение и этимология названия

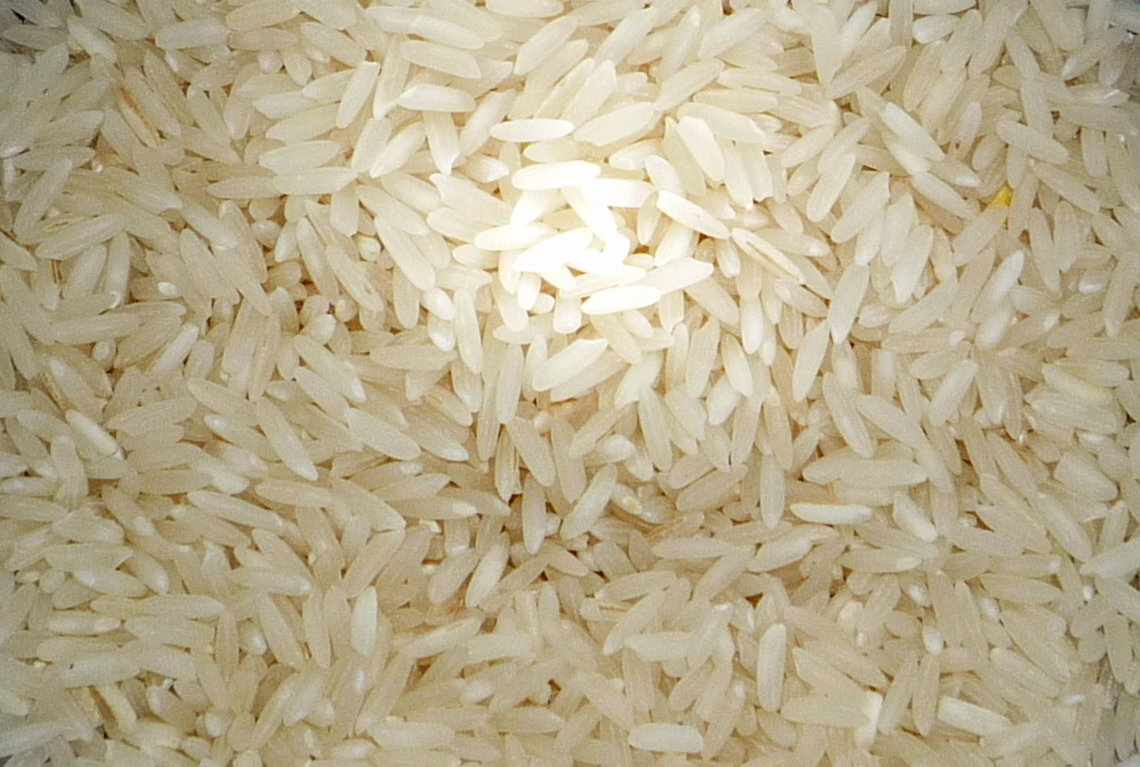
Рис — основная продовольственная культура Юго-Восточной Азии и основной ингредиент наси-горенга

Наси-горенг представляет собой один из основных способов приготовления риса, который в течение многих столетий служит главной зерновой культурой на Малайском полуострове и большей части Малайского архипелага. Тем не менее он, по всей видимости, не является исконным блюдом этой части азиатского континента. Большинство специалистов сходится во мнении, что практика обжарки варёного риса в растительном масле была заимствована местным населением у китайцев вместе с соответствующей посудой — воком, а также соевым соусом, который является непременным ингредиентом абсолютного большинства видов этого блюда. Соответственно, роль непосредственного прототипа данного кушанья отводится чаофаню, который с древности является одним из наиболее распространённых блюд в восточных и юго-восточных регионах Китая. В пользу этого трактуется и полная синонимичность названий этих двух азиатских блюд: по-индонезийски и по-малайски, а также на ряде негосударственных языков, используемых местными народами, «на́си-горе́нг» означает «жареный рис» — как и «чаофа́нь» по-китайски.

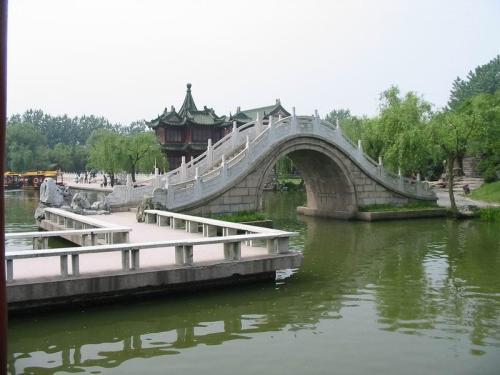
Янчжоу — предполагаемая прародина наси-горенга

Наиболее вероятным временем освоения жителями экваториальной части Юго-Восточной Азии соответствующей кулинарной практики считается X век — именно тогда Империя Сун активизировала торгово-экономические связи с государством Шривиджая, занимавшим в тот период весь Малайский полуостров и почти всю западную часть Малайского архипелага. Прослеживая основные торговые маршруты той эпохи, некоторые исследователи указывают на конкретные регионы или даже отдельные населённые пункты Китая как на наиболее вероятную «прародину» наси-горенга. Например, как американка Глория Блей Миллер (англ. Gloria Bley Miller), автор многократно переиздававшейся книги «Китайская кулинарная книга с тысячей рецептов» (англ. The Thousand Recipe Chinese Cookbook), так и современная индонезийская исследовательница Дви Ларасати (индон. Dwi Larasatie), преподавательница джокьякартского университета Гаджа Мада, в этом качестве рассматривают Янчжоу.
Альтернативную точку зрения на происхождение наси-горенга в своё время высказывал индонезийский историк кулинарии Фадли Рахман (индон. Fadly Rahman), преподаватель бандунгского университета «Паджаджаран»: это кушанье изначально представлялось ему ближневосточным заимствованием, а его конкретным прототипом виделся плов. Однако позднее и он присоединился к сторонникам «китайской версии», придя к выводу, что это блюдо было перенято на рубеже первого и второго тысячелетий новой эры у многочисленных китайских торговцев одновременно на Яве и на Суматре — двух наиболее населённых, исторически наиболее экономически развитых и наиболее активно вовлечённых в международные обмены Больших Зондских островах.

## Распространение и национальные нюансы

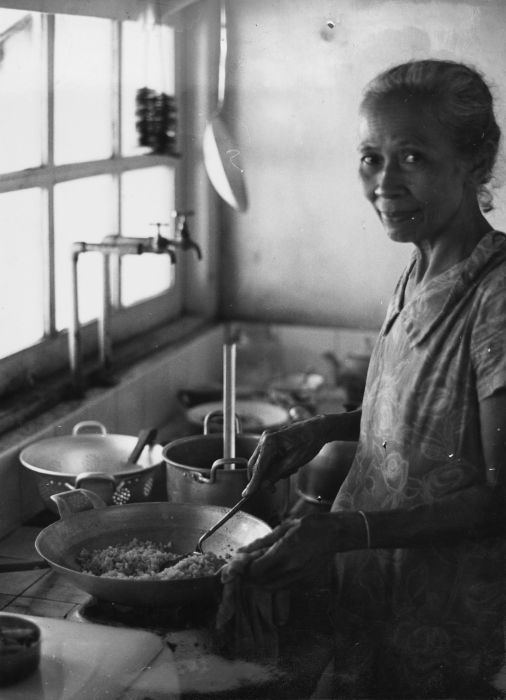
Индонезийка, готовящая наси-горенг. 1960-е годы

Исследователи полагают, что быстрому и широкому распространению практики приготовления наси-горенга среди жителей будущей Индонезии и сопредельных территорий Юго-Восточной Азии способствовало то, что соответствующая кулинарная технология не только улучшает вкусовые качества риса, но и обеспечивает более продолжительную сохранность этого важнейшего продукта питания в условиях жаркого и влажного климата, нежели простая варка. Помимо этого, немаловажным фактором его популяризации — прежде всего, среди небогатого населения — считается то, что приготовление подобного смешанного кушанья позволяет весьма рационально использовать небольшие по объёму остатки предыдущих трапез, которые сами по себе не были бы достаточно питательным блюдом.
Наибольшую популярность это китайское заимствование приобрело на Яве, где с течением времени утвердилось в числе основных кулинарных специалитетов. Исследователи отмечают, что данное блюдо весьма органично вписалось в местную кухню, предполагающую весьма рачительное использование продуктов животного происхождения. Последние у яванцев исстари обычно подаются в качестве весьма небольших добавок к варёному рису, которые носят обобщающее название ла́ук-па́ук. Дефицит таких продуктов, в свою очередь, связан с огромной плотностью населения этого острова и весьма незначительным развитием на его территории животноводства — в силу особенности климатических условий и острой нехватки соответствующих угодий. Исторические источники позволяют уверенно предполагать, что на Яве наси-горенг был популярным блюдом уже более двух веков назад: так, в этом качестве он фигурирует в одном из классических произведений яванской литературы Серат Чентини, которое увидело свет в 1814 году, однако, по сути, представляет собой компиляцию, основанную на ряде произведений XVII—XVIII веков.
Больша́я роль, которую густонаселённая и экономически относительно развитая Ява традиционно играет в регионе, стала важным фактором популяризации наси-горенга за её пределами — при том, что это блюдо и так было там известно благодаря китайскому влиянию, пусть и в меньшей степени, нежели на этом острове. Подобной экспансии яванской кухни во многом способствовали активные миграции яванцев на сопредельные острова Малайского архипелага: соответствующая трансмиграционная программа реализовывалась с начала XIX века администрацией Нидерландской Ост-Индии и в XX — XXI веках была с определёнными коррективами продолжена властями независимой Республики Индонезии. В итоге в этой стране наси-горенг вошёл в число наиболее ходовых блюд почти повсеместно — за исключением некоторых относительно малонаселённых восточных районов, для жителей которых рис не является основой рациона.

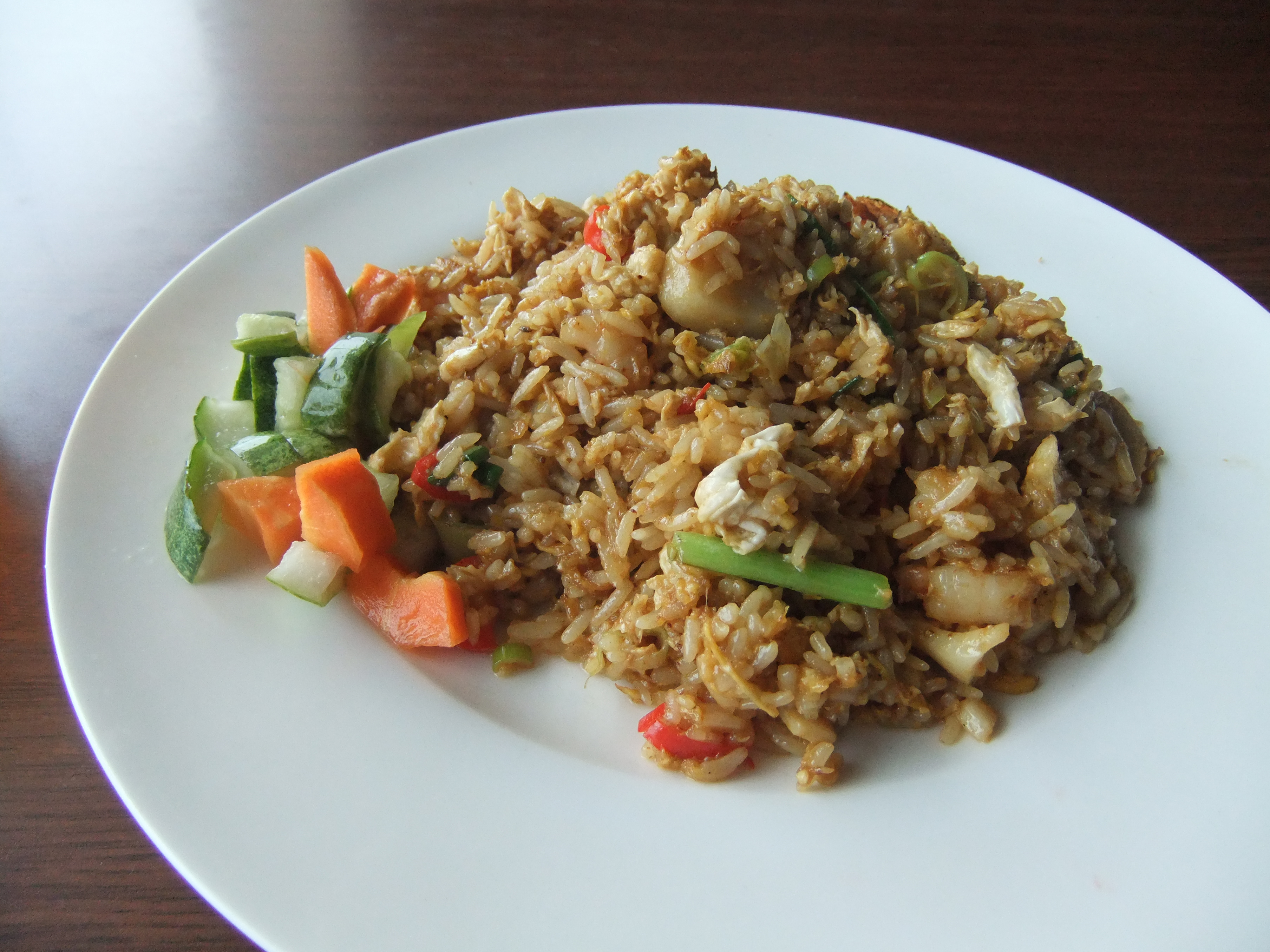
Наси-горенг. Бали, Индонезия

Помимо Индонезии, блюдо под названием наси-горенг получило весьма широкое распространение в Малайзии, Брунее, Сингапуре, а также в южных районах Таиланда, населённых преимущественно малайцами. При этом сходные кушанья на основе риса существуют и в национальных кухнях практически всех других стран Юго-Восточной Азии, однако там они носят иные названия и в кулинарном плане в той или иной степени отличаются от наси-горенга. Что же касается кулинарных нюансов наси-горенга в указанных государствах, то они, несмотря на многообразие рецептов этого кушанья, достаточно невелики и заключаются в основном в составе используемых приправ. Так, например, в сингапурских и южнотаиландских версиях этого блюда довольно редко используется привычный для индонезийцев сладкий соевый соус. В то же время в Сингапуре и Малайзии для заправки наси-горенга часто в ход идут креветочная паста и смесь карри, тогда как в Индонезии первая из этих приправ применяется довольно редко, а вторая не используется практически никогда — за исключением падангской кухни. В Брунее, где действуют законы шариата и исламские пищевые запреты соблюдаются самым строгим образом, исключено использование в наси-горенге свинины и ряда других продуктов, не относящихся к категории халяль. В Сингапуре же, где мусульманство исповедует лишь небольшая часть населения, использование в наси-горенге подобных продуктов практикуется весьма нередко.

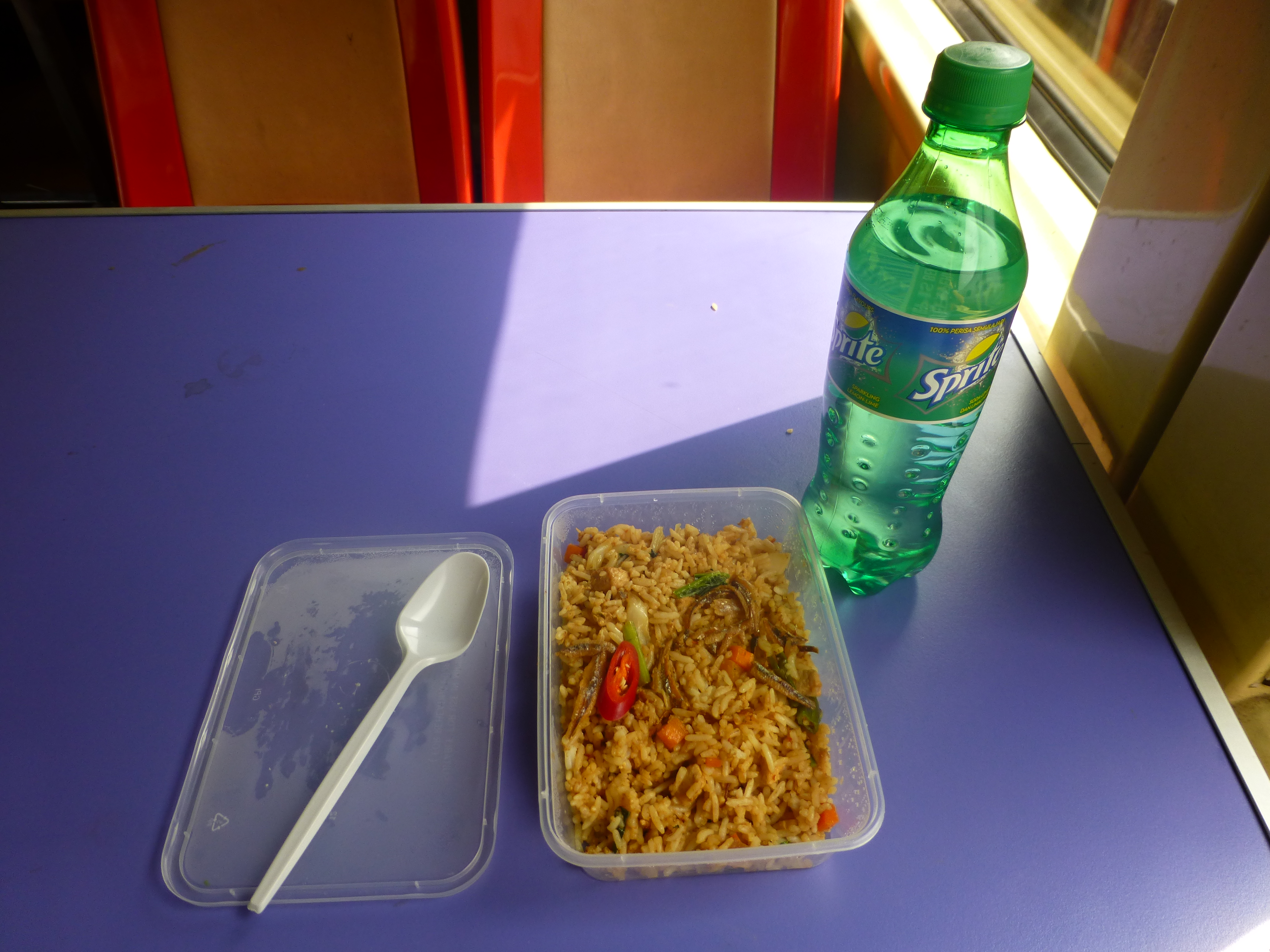
Наси-горенг, поданный пассажиру поезда в Малайзии

Миграции индонезийцев ещё в колониальную эпоху способствовали выходу наси-горенга и за пределы Юго-Восточной Азии. Так, среди населения южноазиатской Шри-Ланки это кушанье именно под своим оригинальным названием, в котором лишь концевой велярный носовой согласный сменился обычным звуком «n» — наси-горен (синг. නාසි ගොරේන්) — было популяризировано местной малайской общиной. Последнюю сформировали потомки индонезийских малайцев, перевезённых на Цейлон для работ на плантациях или в сфере обслуживания голландцами с Суматры в тот период, когда оба этих острова находились под нидерландским колониальным владычеством.
Однако наиболее заметное место за рубежами Юго-Восточной Азии наси-горенг занял в кухне самих Нидерландов, сохранивших достаточно тесные культурные связи с Индонезией — крупнейшей из своих бывших колоний. Там это кушанье пользуется широкой популярностью не только в среде многочисленных выходцев из Индонезии и их потомков, но и у коренных голландцев, является популярным ресторанным блюдом и кулинарным полуфабрикатом. Кроме того, наси-горенг получил немалое распространение в бывших колониях Нидерландах в Западном полушарии, прежде всего, в Суринаме, где выходцы из Индонезии — преимущественно, яванцы — уже несколько столетий составляют значительную часть населения.
В меньшей степени, однако вполне заметно — по крайней мере, на уровне общественного питания и готовой кулинарии, — это блюдо присутствует в таких странах со значительными индонезийскими общинами, как США и Австралия, а также в некоторых западноевропейских государствах.  Для наси-горенга в странах Запада, включая Нидерланды, в целом характерно значительно меньшее разнообразие рецептов этого блюда и ассортимента специй, используемых для его приготовления, нежели в азиатских странах.

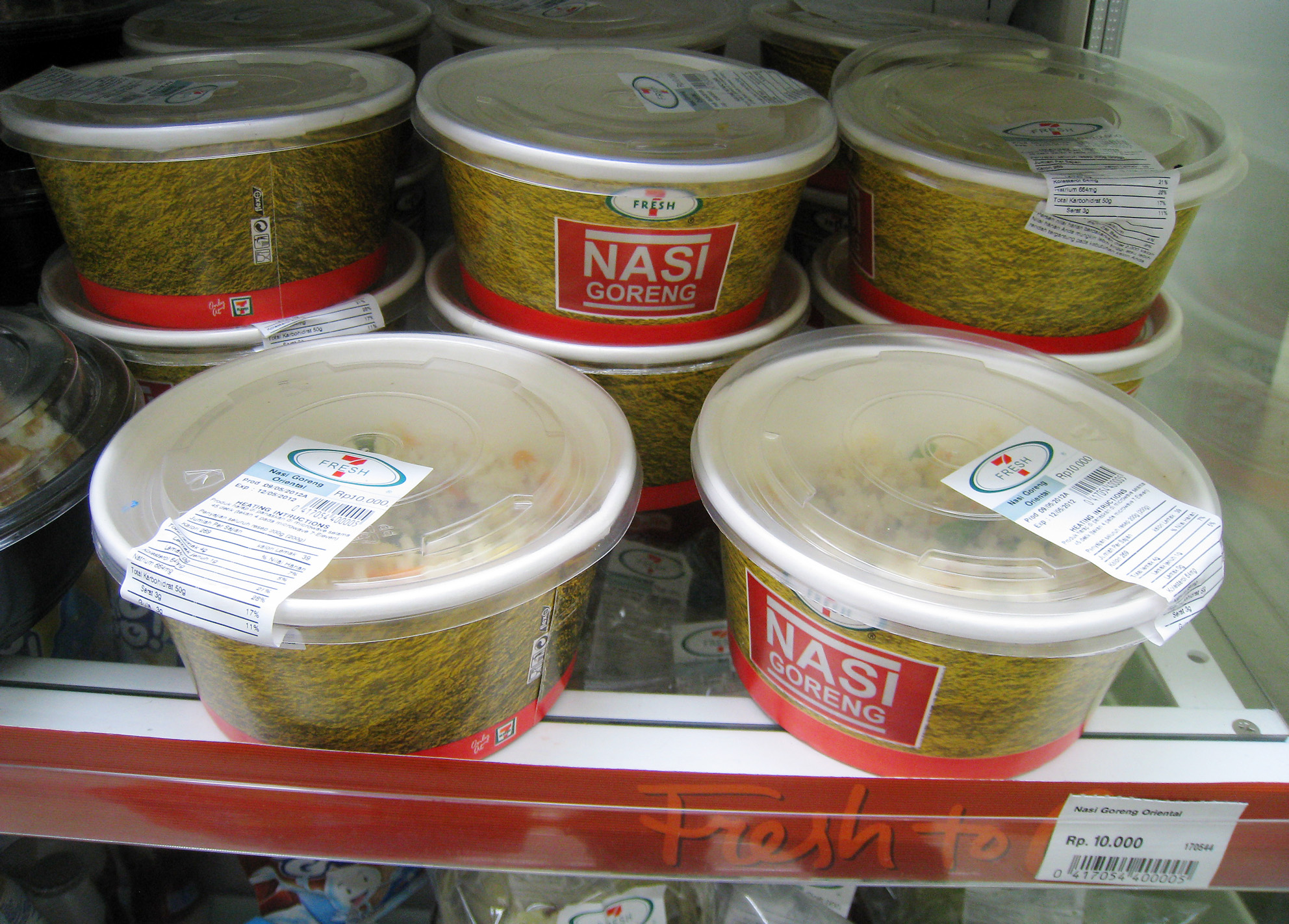
Готовый наси-горенг, реализуемый в сетевом супермаркете

О высокой международной популярности наси-горенга свидетельствуют ведущие мировые СМИ: так, по итогам опроса 35 тысяч респондентов в различных странах, проведённого в 2011 году международной редакцией CNN, это кушанье заняло второе место в списке «50 самых любимых блюд». При этом на международном уровне наси-горенг воспринимается прежде всего как кулинарный специалитет именно Индонезии. Показательно, например, что президент США Барак Обама, проведший детство в Джакарте, в телефонном разговоре с президентом Индонезии Сусило Бамбангом Юдойоно, состоявшемся в ноябре 2008 года, признался, что очень скучает по индонезийской еде, в частности, по наси-горенгу. Известно, что гастрономические пристрастия Обамы были должным образом учтены индонезийским руководством: во время официального визита американского лидера в Индонезию, состоявшегося через два года, в ноябре 2010 года, наси-горенг был подан на стол в числе прочих традиционных блюд индонезийской кухни в ходе торжественного обеда, данного в честь гостя президентом Юдойоно.
В самой Индонезии наси-горенг считается одним из основных «кулинарных символов» страны. Он фигурирует в принятом в 2018 году тамошним министерством туризма официальном списке главных национальных блюд, наряду с сате, рендангом, гадо-гадо и сато — местным типом супов. Многие индонезийцы весьма ревностно относятся к своей «национальной прерогативе» на это кушанье. Весьма символичным в этом плане стал ажиотаж, вызванный в 2016 году публикацией в сетях Твиттер и Instagram поста Рио Фердинанда, в котором бывший игрок английской футбольной сборной, находившийся в тот момент в Сингапуре, назвал наси-горенг «местным блюдом». После шквала неодобрительных комментариев со стороны индонезийских пользователей социальных сетей знаменитый футболист был вынужден давать пояснения: дескать, под «местным» он имел в виду принадлежность блюда не именно к Сингапуру, а к региону Юго-Восточной Азии в целом.

## Общая характеристика и отличия от сходных блюд
Наси-горенг представляет собой смесь риса с измельчёнными продуктами как растительного, так и животного происхождения, изжаренную в растительном масле с определённым набором приправ. Существуют весьма редкие рецепты этого блюда, предусматривающие смешение риса с каким-то другим зерновым продуктом, например, кукурузой или могаром, — имеется в виду смешение в сопоставимых пропорциях, а не добавление небольшого объёма зёрен той же кукурузы в качестве одного из дополнительных ингредиентов, что как раз практикуется достаточно часто.
В определённой степени — с точки зрения композиции продуктов и общего внешнего вида — наси-горенг может считаться подобием плова, а также таких хорошо известных на Западе блюд из риса, как ризотто, паэлья и джамбалайя. Тем не менее технологии приготовления этих кушаний различаются весьма основательно. Если основу всех вышеупомянутых блюд составляет сырой рис, подвергаемый тушению, то в случае с наси-горенгом для обжарки берётся рис, заблаговременно сваренный и остуженный. В силу того, что варёный рис является непременным элементом повседневных трапез большинства индонезийцев, малайзийцев, сингапурцев и брунейцев, для приготовления наси-горенга ими традиционно используется рис, оставшийся с предыдущих дней. То же часто относится и ко многим второстепенным компонентам блюда: в ход часто идут остатки недоеденной за предыдущими трапезами курицы, мяса, морепродуктов или овощей. Но даже если эти продукты не являются остатками, а готовятся для наси-горенга специально, то они в любом случае подвергаются кулинарной обработке по отдельности и лишь затем примешиваются к рису перед обжаркой, а не тушатся в единой смешанной массе, как это делается в плове, — в этом состоит ещё одно достаточно важное отличие между данными блюдами. Прожарка варёного риса в смеси с уже готовыми ингредиентами обычно занимает не более 10—15 минут. Таким образом, на приготовление наси-горенга уходит в несколько раз меньше времени, чем на приготовление плова или других блюд, основу которых составляет изначально сырой рис.

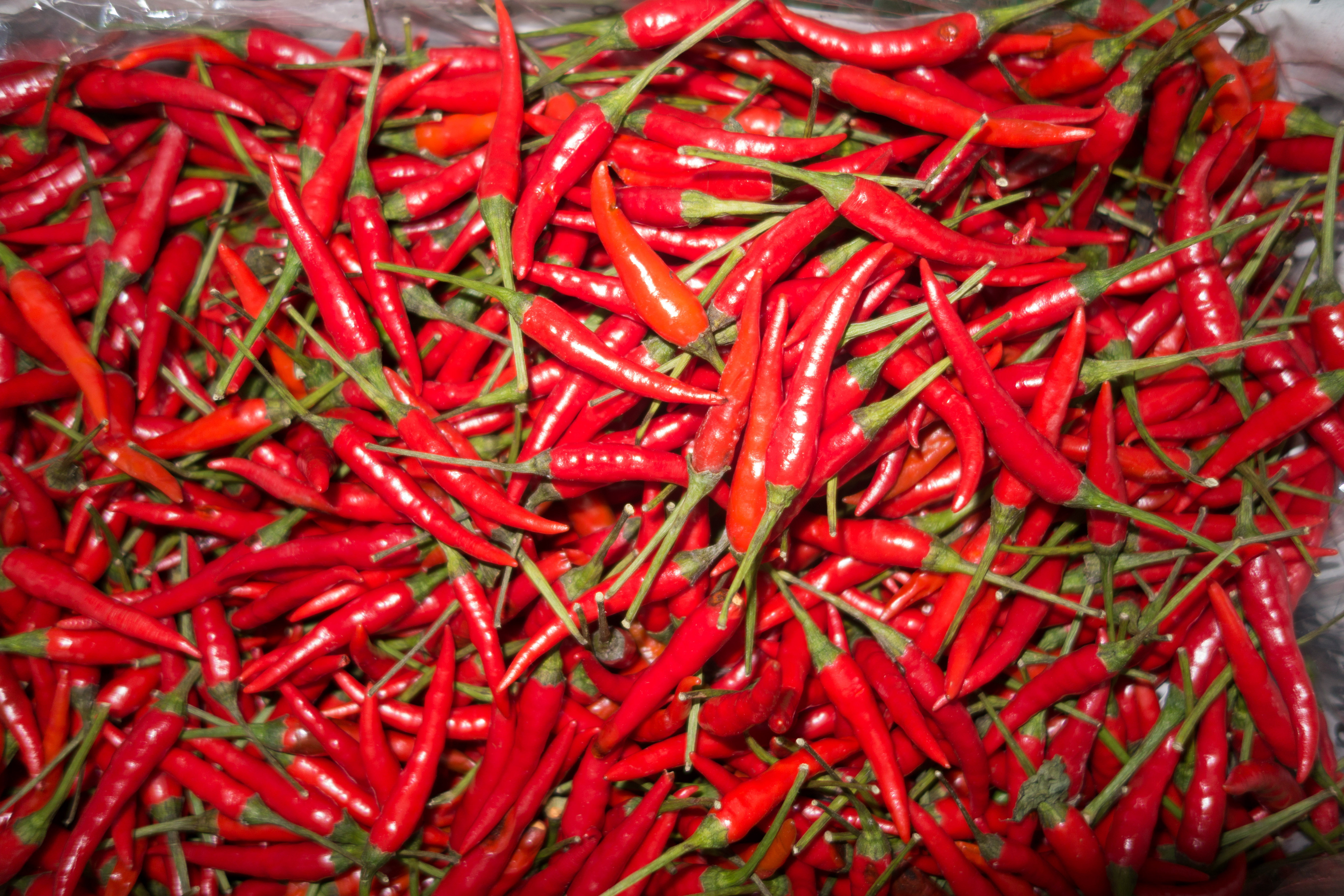
Острый красный перец обильно используется в большинстве видов наси-горенга — в отличие от китайского жареного риса

Что касается наиболее вероятного прототипа наси-горенга — китайского жареного риса, — то технология их приготовления совершенно идентична, а отличия не столь принципиальны и относятся исключительно к наборам ингредиентов и приправ. Для традиционного китайского кушанья характерно меньшее разнообразие ингредиентов животного происхождения, причем весьма распространённым среди них является свинина, которая практически не используется в наси-горенге жителями Индонезии, Малайзии и Брунея, в большинстве своём исповедующими ислам. Ещё более заметна разница в плане приправ: если в большинстве видов китайского жареного риса в этом качестве используются лишь чеснок и зелёный лук, то в многообразных вариациях наси-горенга могут использоваться — причём к количествах, значительно бо́льших, чем это принято у китайцев, — десятки различных специй и пряностей, среди которых почти всегда фигурирует острый стручковый перец. Кроме того, если китайцы традиционно заправляют своё кушанье солёным соевым соусом, то индонезийцы и многие малайзийцы — сладким, который готовится с добавлением пальмового сахара и имеет намного более густую и вязкую консистенцию. В результате китайский чаофань обычно имеет солоноватый, а наси-горенг — сладковато-острый вкус, причём рис в последнем, как правило, бывает более клейким. Более того, специалисты отмечают даже некоторое различие цветовых оттенков двух блюд. Благодаря обычному для китайской кухни кунжутному маслу чаофань чаще всего приобретает золотистый цвет, тогда как в большинстве видов наси-горенга рис становится коричневатым — за счёт сладкого соевого соуса и красного перца. В отдельных же случаях томатный соус или креветочная паста придают рису в наси-горенге красноту, еще более заметно отличающего его от китайского «прототипа».

## Приготовление и ингредиенты

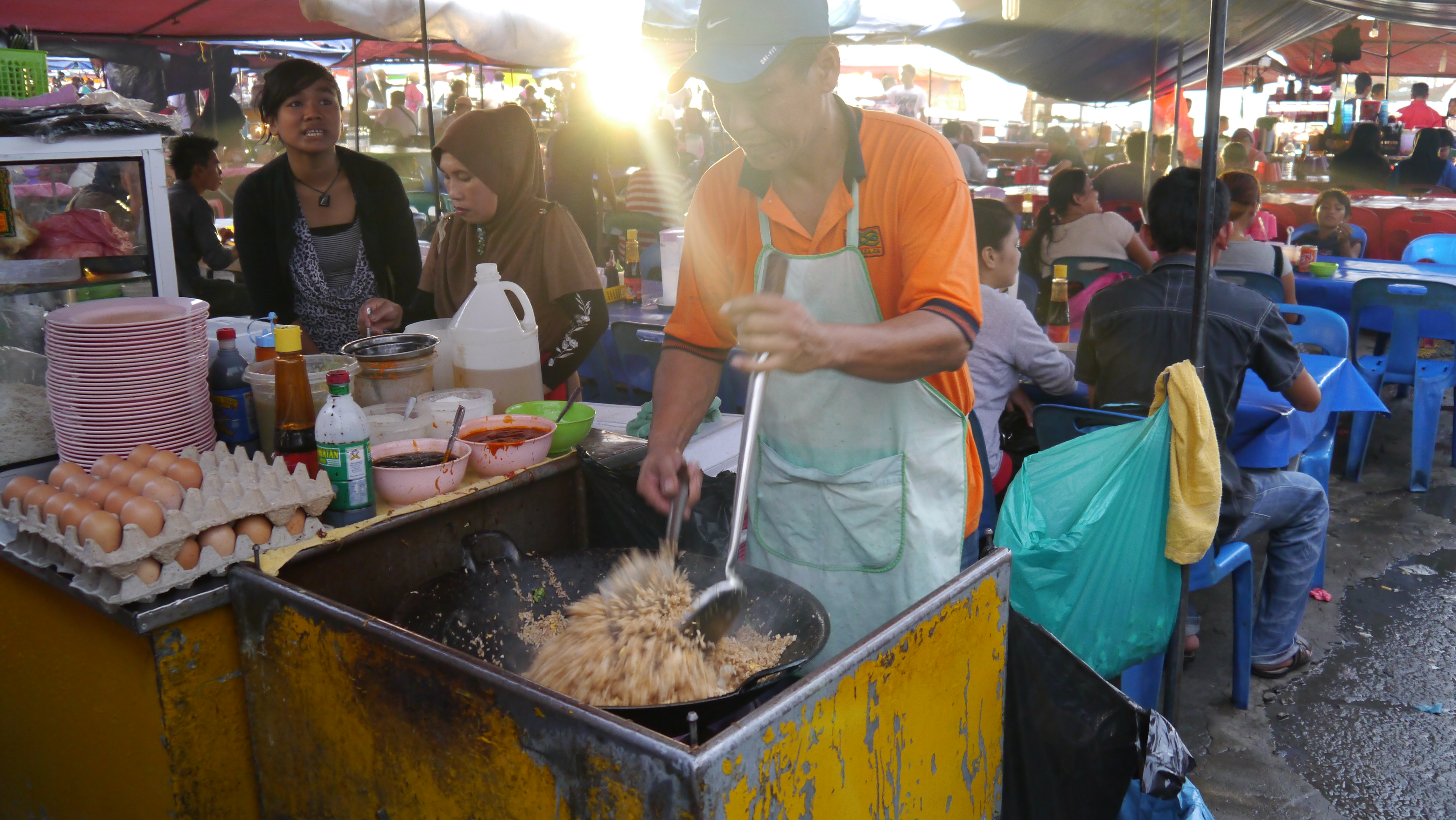
Приготовление наси-горенга в тележке рыночного торговца. Кота-Кинабалу, Малайзия

В качестве посуды для приготовления наси-горенга обычно используется вок, реже большая сковорода или казан. Приготовление начинается с разогревания относительно небольшого количества растительного масла — чаще всего пальмового, реже — кукурузного. В масле обжаривается определённый набор измельчённых специй, основными составляющими которого обычно служат перец чили, лук-шалот и чеснок. Дополнительно к ним могут добавляться лумбанг, куркума, большой и малый калган, имбирь, тамаринд, чёрный перец, лавр индийский, а также многие другие специи и пряности. В соответствии с традиционными рецептами перед обжаркой специи толкут пестом в каменной ступке, превращая их в однородную массу, однако в современных условиях для измельчения и смешения приправ всё чаще используются кухонные блендеры.

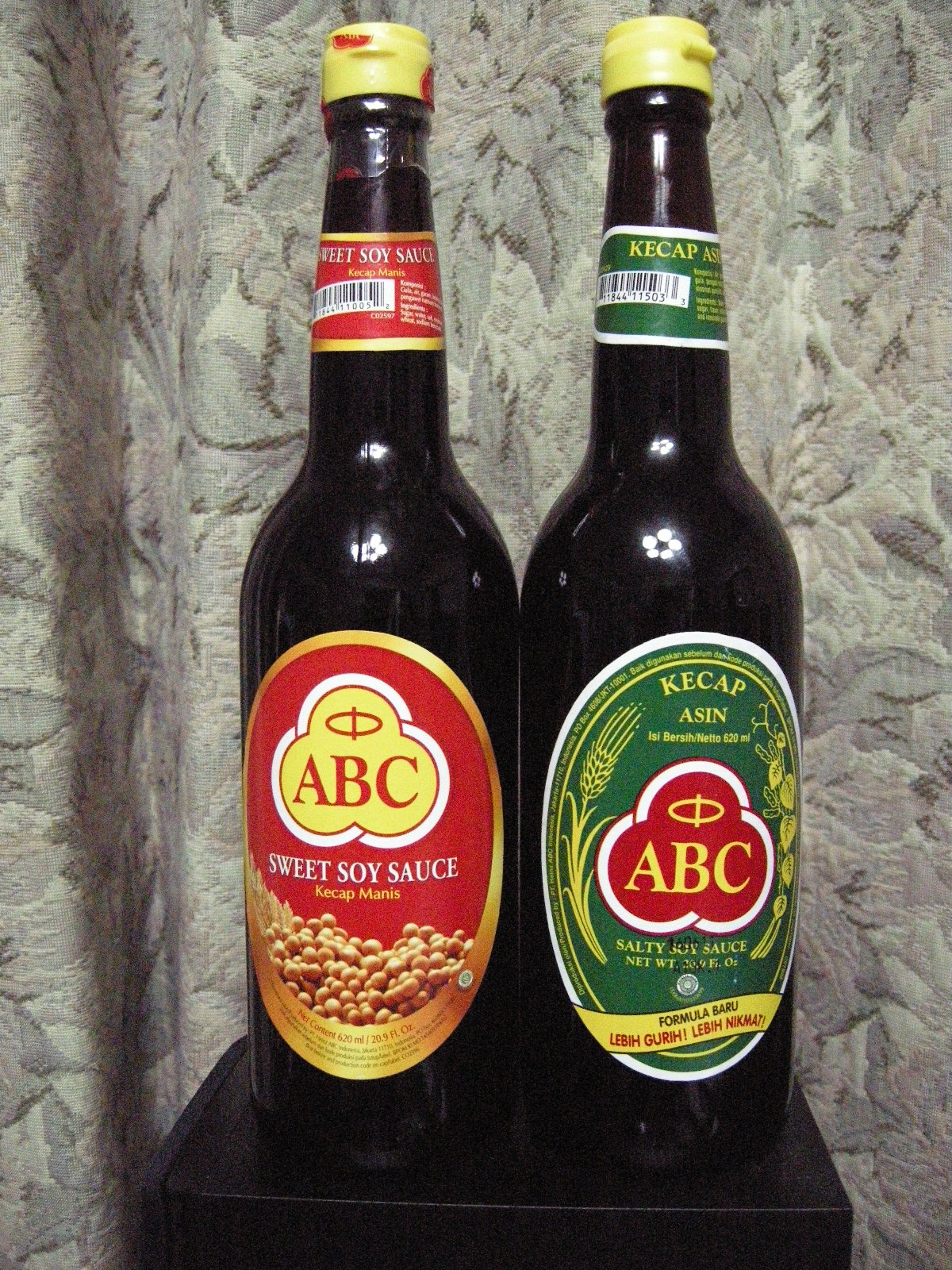
Соевый соус — главная приправа для абсолютного большинства видов наси-горенга. Слева сладкий, справа солёный

После прожарки специй в воке образуется однородная маслянистая кашеобразная масса, в которую выкладываются — одновременно либо в определённой последовательности — варёный рис и все другие продукты, предназначенные для наси-горенга. Ингредиенты, дополняющие рис, нарезаются очень мелко — в несколько раз мельче, чем продукты для плова или паэльи. Без нарезки в замес с рисом идут лишь те продукты, которые в своём естественном виде и так имеют достаточно миниатюрный размер: мелкие креветки, рыба семейства анчоусовых, зелёный горошек, кукурузные и бобовые зёрна, молодые проростки сои. Смесь риса с наполнителями по ходу прожарки интенсивно помешивается и обильно приправляется сладким либо, значительно реже, солёным соевым соусом. Помимо соевого соуса, в наси-горенг на этом этапе могут добавляться такие приправы, как креветочная паста, серунденг — стружка мякоти кокосового ореха, прожаренная с различными специями, самбал — паста из протёртого красного перца, часто с различными добавками, а также некоторые другие традиционные соусы домашнего или промышленного производства. В отдельных, относительно редких случаях соевый соус не используется вообще — такие рецепты наси-горенга характерны в основном для Сулавеси, а также для Западной Суматры.
Количество и состав продуктов, добавляемых в наси-горенг, могут быть весьма различными. Их общий объём, как правило, относительно невелик — по крайней мере в полтора-два раза меньше объёма варёного риса. Существуют сугубо «вегетарианские» виды этого блюда, однако бо́льшая часть рецептов — как в Индонезии, так и в других странах — предусматривает использование по крайней мере одного продукта животного происхождения. Самым распространённым из них являются куриные либо утиные яйца — они используются в абсолютном большинстве вариантов наси-горенга. Как правило, на воке в самом начале кулинарного процесса готовится яичница-болтунья либо тонкий омлет, которые затем разбиваются на мелкие кусочки в ходе перемешивания с рисом и остальными компонентами кушанья. Нередко, однако, в смесь добавляются кусочки омлета или плотной яичницы, приготовленных отдельно. Обычно их скручивают в рулон, который нарезают тонкими ломтиками: в результате к рису примешиваются достаточно равномерные яичные полоски или завитушки. Иногда в блюдо могут добавляться и рубленые варёные яйца. В подобной вариативности состоит ещё одно отличие наси-горенга от китайского жареного риса, в котором яичную составляющую традиционно обеспечивает именно яичница-болтунья, размешиваемая в воке с другими ингредиентами кушанья по ходу готовки.

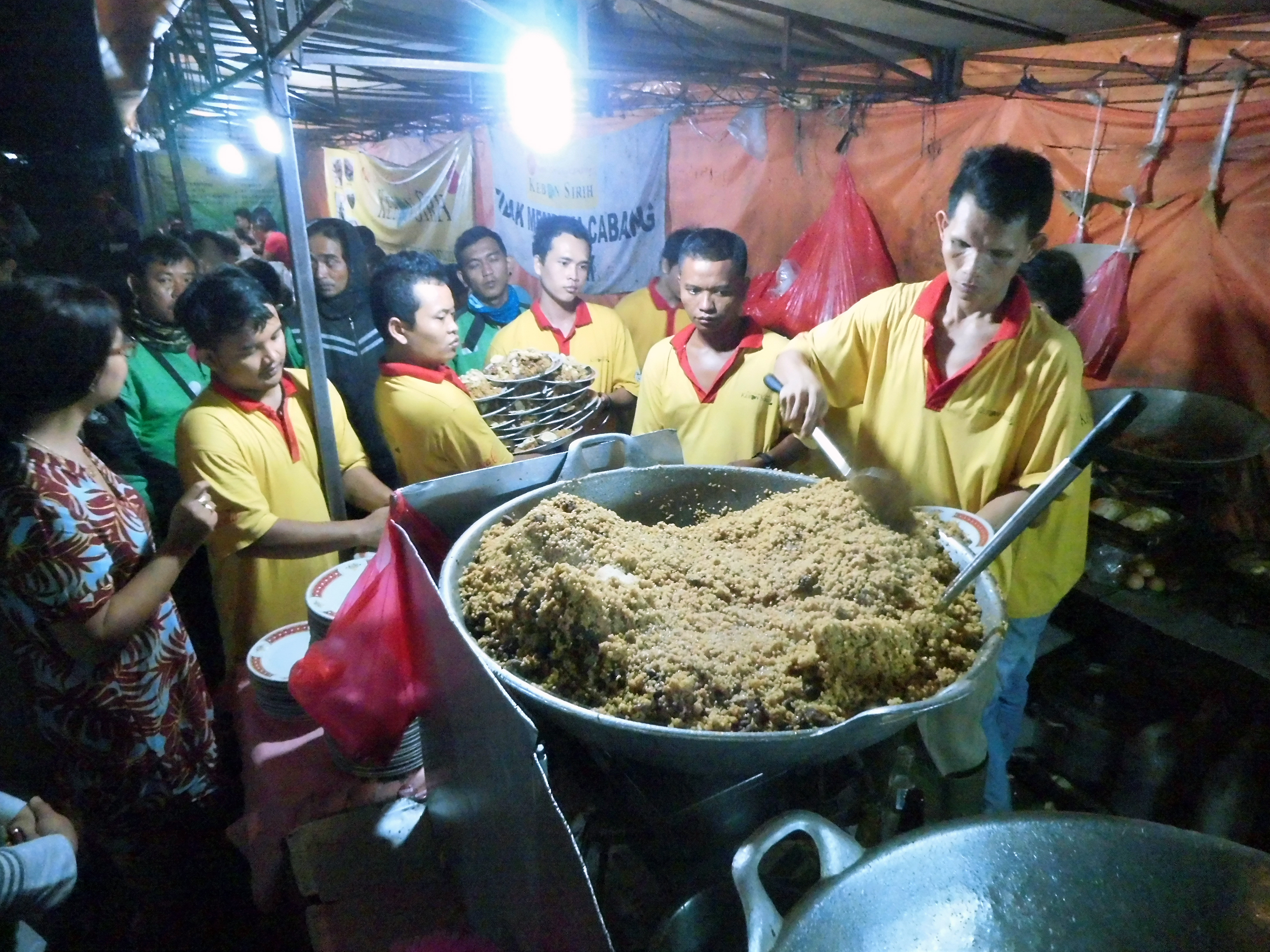
Приготовление наси-горенга в казане на рынке в Джакарте

Очень часто помимо яиц — либо же, реже, вместо них — в кушанье добавляется ещё какой-то один, а иногда и несколько ингредиентов животного происхождения. Повсеместной популярностью в этом плане пользуется курятина. Из всех видов мяса чаще всего используются баранина и козлятина, которые в принципе наиболее употребимы в кухнях соответствующих стран. Употребление говядины ограничивается её относительной дороговизной и традиционно не слишком значительным распространением за пределами немногочисленных очагов разведения мясных пород крупного рогатого скота в этом регионе, а свинины — пищевыми запретами ислама, который исповедует абсолютное большинство населения Индонезии, Малайзии и Брунея. Из морепродуктов особой популярностью пользуются креветки — они фигурируют едва ли не в большем числе рецептов наси-горенга, чем все виды рыбы вместе взятые. Среди последних же чаще всего используются анчоусовые, луциановые и малый восточный тунец. Значительно реже к рису примешиваются кусочки кальмара или каракатицы, и лишь отдельные рецепты — в частности, в ресторанной кухне высокого уровня — оперируют различными моллюсками, крабами и даже омарами.
Мясо, курятина и морепродукты в большинстве видов наси-горенга используются в жареном либо варёном виде, рыба же может использоваться также в солёном и сушёном виде. Наряду с этим существует несколько традиционных рецептов, предусматривающих примешивание к наси-горенгу в качестве «животного» ингредиента мяса, курятины или морепродуктов, прошедших более обстоятельную кулинарную обработку: иногда в рис нарезаются баксо — фрикадельки из мяса или рыбы, отак-отак — небольшая плотная запеканка из рыбы или морепродуктов, ренданг — особым образом тушёные мясо или субпродукты, абон — жаренные в масле хлопьеобразные кусочки мяса, курятины или некоторых других продуктов. Кроме того, в конце XX века появились рецепты, предусматривающие использование в наси-горенге промышленных полуфабрикатов: достаточно большой популярностью в этом плане пользуются сосиски, солонина и консервированная рыба — прежде всего, тунец и сардины.

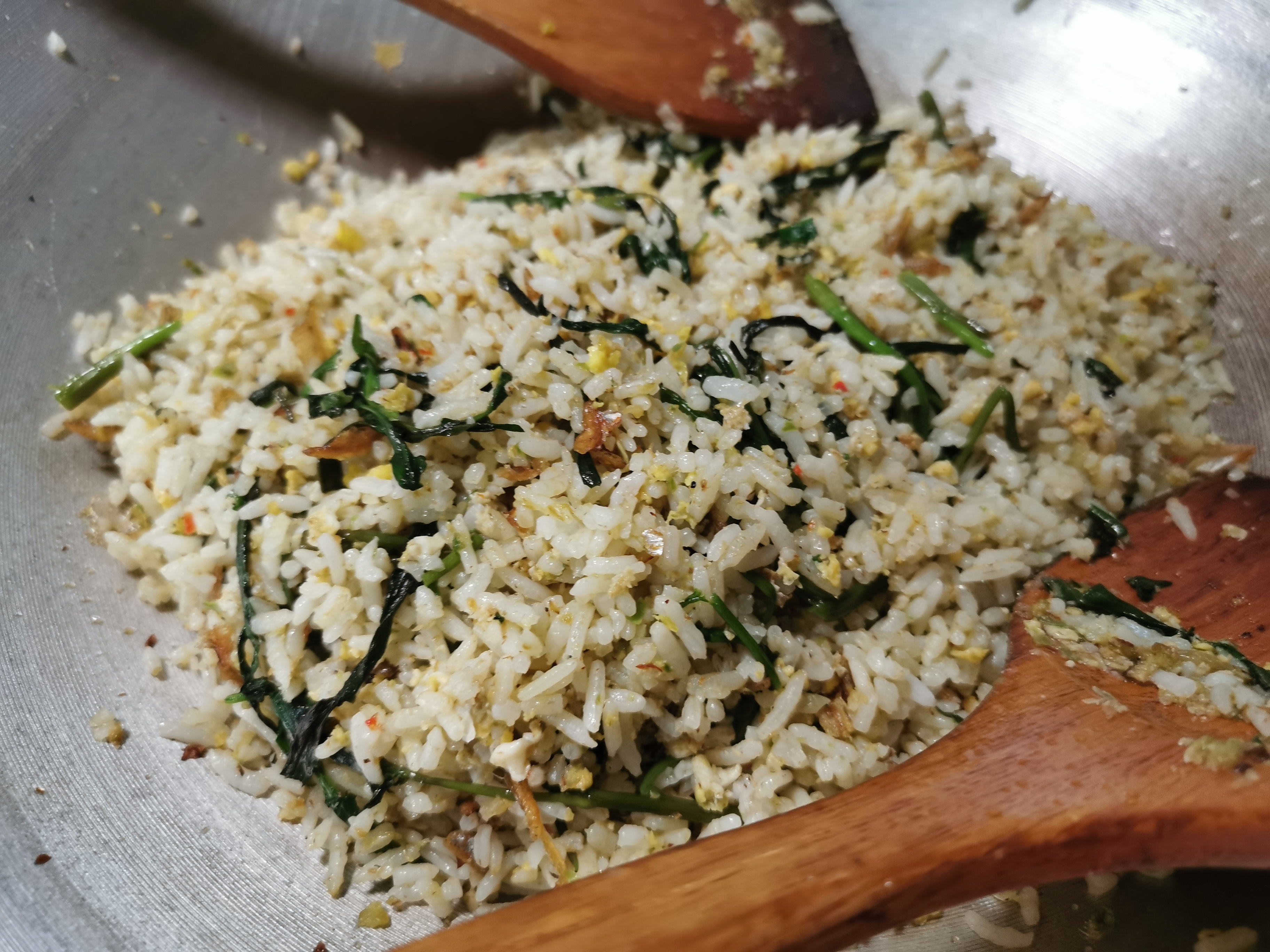
Приготовление сугубо вегетарианского наси-горенга: основным ингредиентом является водный шпинат

Наряду с продуктами животного происхождения в наси-горенг обычно добавляются овощи или зелень — примерно в той же или чуть меньшей пропорции. В большинстве рецептов фигурируют репчатый и зелёный лук, во многих — зелёный горошек, морковь, кукуруза и паприка. Нередко в ход идут паркия красивая, лук-порей, капуста,  фасоль, вигна, шпинат, проростки сои, сельдерей, петрушка. Кроме того, в отдельных видах этого кушанья используются тофу, темпе, молодые ростки бамбука и различные грибы.
Заметной тенденцией начала XXI века стало освоение в качестве ингредиентов для наси-горенга совершенно новых продуктов, не фигурирующих в традиционных рецептах. Наряду с уже упоминавшимися выше мясными и рыбными полуфабрикатами, современные индонезийские и малайзийские кулинарные издания предлагают использовать для приготовления этого кушанья кимчхи, фрукты — бананы, яблоки, ананас, манго, клубнику, личи, питаю, а иногда даже маршмэллоу. Популярные персонажи социальных сетей — явно в расчёте на привлечение внимания аудитории — делятся совсем уж эпатажными рецептами наси-горенга, включающими, например,  собачий и кошачий корм. Подобные инновационные подходы коснулись и приправ. Некоторые повара сдабривают наси-горенг чернилами каракатицы, молотым кофе или даже порошковым концентратом для приготовления лимонада: первые придают рису насыщенный чёрный цвет, а второй и третий — соответствующие цветовые оттенки и ароматы.

## Разновидности и названия

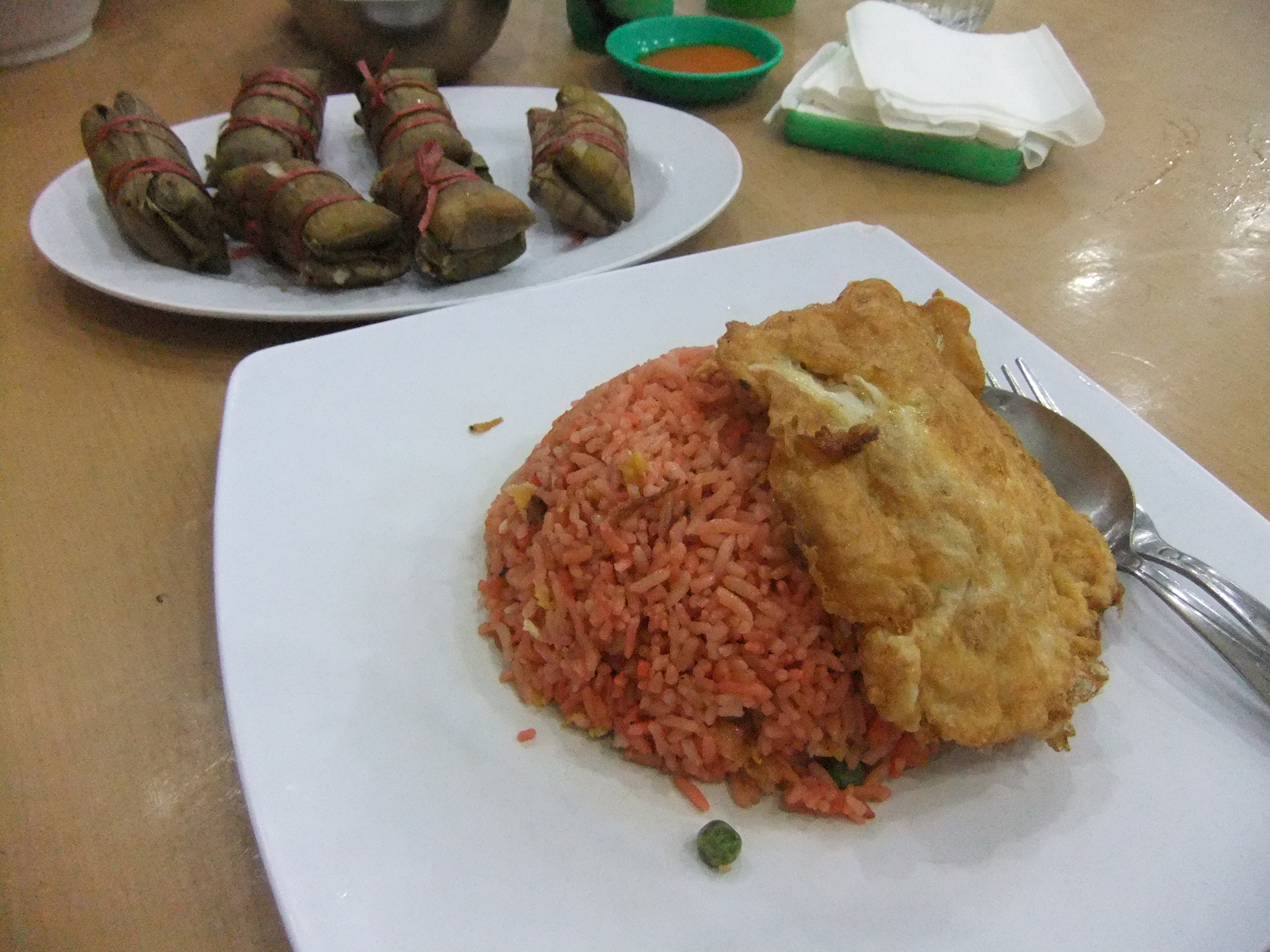
Наси-горенг по-макассарски имеет характерный красноватый цвет за счёт томатного соуса

В Индонезии, Малайзии, Сингапуре и Брунее существует множество рецептов наси-горенга, различающихся между собой набором продуктов и приправ, либо же некоторыми весьма небольшими нюансами процесса приготовления. При этом национальный фактор играет достаточно незначительную роль в определении особенностей блюда: в гораздо большей степени их обуславливают природные и хозяйственные особенности конкретной местности, обеспечивающие преимущественный доступ к тем или иным продуктам питания, а также обстоятельства религиозного характера. В результате между отдельными вариациями наси-горенга в пределах Малайзии или, тем более, весьма обширной и многообразной в природном и этно-культурном плане Индонезии можно выявить намного больше различий, нежели между рецептурой этого блюда на национальных уровнях.
Так, разновидности наси-горенга с морепродуктами и рыбой являются традиционными в прибрежных районах. Наси-горенг со свининой в ходу у немусульманского населения, которое в Малайзии и Сингапуре проживает повсеместно, а в Индонезии в основном сосредоточено в нескольких районах: на преимущественно индуистском Бали и в значительной степени христианских Северной Суматре, сулавесийском полуострове Минахаса и южной части Молуккских островов. Рецепты же с использованием говядины и говяжьих субпродуктов в ходу прежде всего на тех достаточно немногочисленных территориях Малайского архипелага, где широко практикуется разведение мясных пород крупного рогатого скота: к таковым относятся, прежде всего Северная Суматра, Мадура и некоторые районы Сулавеси.

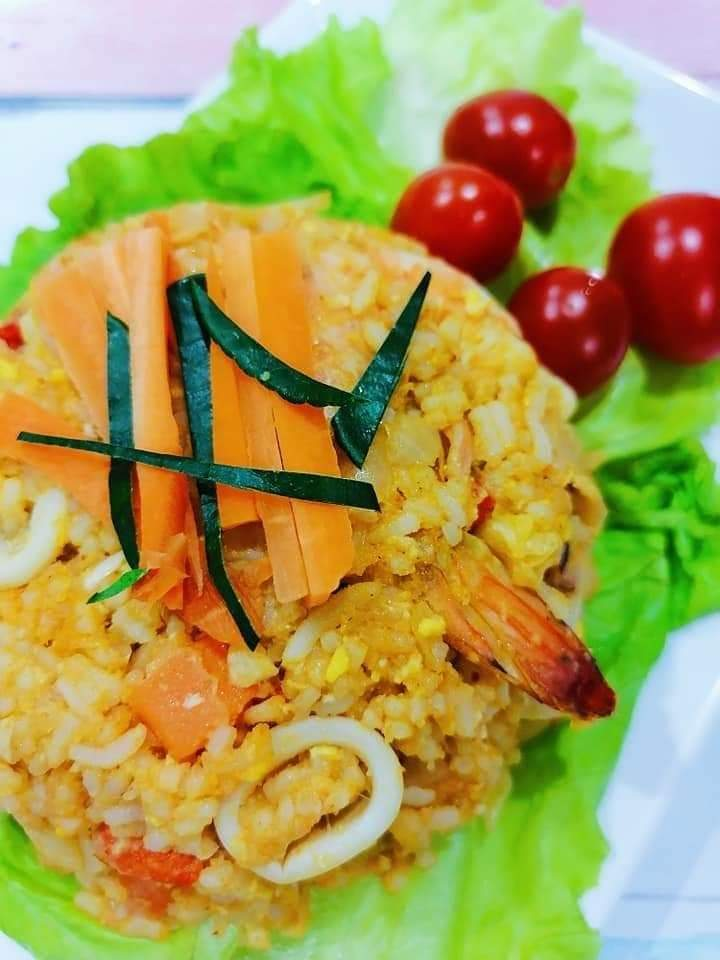
Наси-горенг USA — c креветками, каракатицей и курятиной

Большая часть видов этого кушанья называется по основному продукту, примешиваемому к рису: «наси-горенг с козлятиной» (индон. и малайск. nasi goreng kambing), «креветочный наси-горенг» (индон. и малайск. nasi goreng udang), «наси-горенг с солёной рыбой» (индон. и малайск. nasi goreng ikan asin), «наси-горенг с малым восточным тунцом» (индон. и малайск. nasi goreng tongkol). Иногда основные продукты обозначаются в названии блюда более замысловатым образом. Так, широкой популярностью в Малайзии, а также на индонезийской Суматре пользуется наси-горенг под оригинальным названием «USA». В данном случае эта аббревиатура не имеет никакого отношения к Соединённым Штатам Америки, а состоит из первых букв малайских названий трёх главных ингредиентов блюда: креветок, каракатицы и курятины (малайск. udang, sorong, ayam)
Бывает, что в названии фигурирует какая-то приправа — как правило, не вполне обычная для этого блюда в какой-то местности: «наси-горенг с креветочной пастой» (индон. nasi goreng terasi) или «наси-горенг с куркумой длинной» (индон. nasi goreng kunyit). Иногда же, наоборот, обыгрывается отсутствие какой-то привычной приправы, например «белый наси-горенг» (индон. nasi goreng putih), т. е. не заправленный соевым соусом. В Малайзии, а позднее и в Индонезии распространение получил наси-горенг-том-ям, название которого связано с тем, что в этом блюде используются те же приправы, что и в знаменитом тайском супе: челнобородник лимонный, имбирь, листья лайма и кориандр, придающие весьма характерный пряный вкус и аромат.
Некоторые виды кушанья имеют более абстрактные названия, не содержащие указания на их ингредиенты. К таким относятся, прежде всего, очень распространённые как в Индонезии, так и в Малайзии «наси-горенг по-деревенски» (индон. и малайск. nasi goreng kampung) и «простой наси-горенг» (индон. и малайск. nasi goreng sederhana). В разных случаях под этими названиями могут подаваться достаточно несхожие варианты кушанья. Общим для них, как правило, является относительно небольшое количество ингредиентов и отсутствие среди них дорогих видов мяса или морепродуктов. Ещё одно название «аскетичных» разновидностей этого кушанья прочно вошло в обиход у индонезийцев в период  экономического коллапса 1997—1998 годов: наси-горенг-крисмон — по укоренившемуся в индонезийском языке сокращению термина «финансовый кризис» (индон. krismon — krisis moneter).

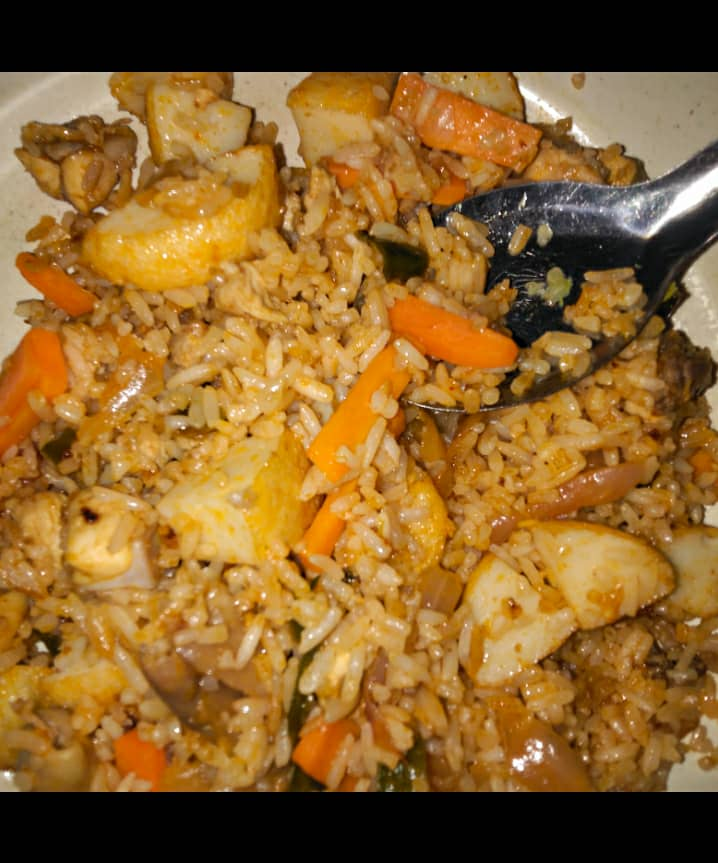
Наси-горенг-том-ям. Готовится с теми же приправами, что и известный тайский суп

В некоторых заведениях общественного питания разнообразие названий видов этого популярного блюда вообще не имеет никакой связи с его содержимым и ограничивается лишь воображением рестораторов. Особо буйной фантазией в этом плане традиционно отличаются содержатели харчевен в индонезийском Бандунге, где можно отведать наси-горенг по-гангстерски, по-якудзавски, по-рэкетирски или же названные в честь хитов местной поп-музыки. Нестандартно могут именоваться и степени остроты, которые придают этим блюдам на усмотрение заказчика: от наиболее пресной «успокаивающей» до «убийственной».
Наибольшим разнообразием вариаций наси-горенга отличается Индонезия: местные специалисты насчитали в стране 104 вида данного кушанья — по их оценкам, это значительно больше, чем таковых существует во всех остальных государствах мира, вместе взятых. При этом многие из этих видов блюда являются или, по крайней мере, изначально являлись кулинарными специалитетами каких-то населённых пунктов или регионов страны: чётко проследить происхождение и привязку к той или иной местности удалось у 36 вариаций наси-горенга. По этим расчётам у 17 из 37 провинций Индонезии выявлены собственные, оригинальные рецепты данного кушанья, тогда как остальные довольствуются привнесёнными кулинарными методиками.
Специализация различных городов и местностей на определённых видах наси-горенга достаточно заметна и, как правило, хорошо известна за их пределами. За счёт этого местный кулинарный специалитет часто приобретает общенациональную популярность под соответствующим «географическим» названием. Так, в Индонезии широко известны наси-горенг по-ачехски (с бараниной, отличается особой остротой и пряностью), наси-горенг по-семарангски (с говяжьим рубцом), наси-горенг по-медански (с анчоусами и стрелками лука ветвистого), наси-горенг по-манадски (с луцианом, креветками и кальмарами), наси-горенг по-макассарски (вместо соевого соуса используется томатный, в результате чего блюдо приобретает красноватый оттенок).

## Смешение с другими кушаньями

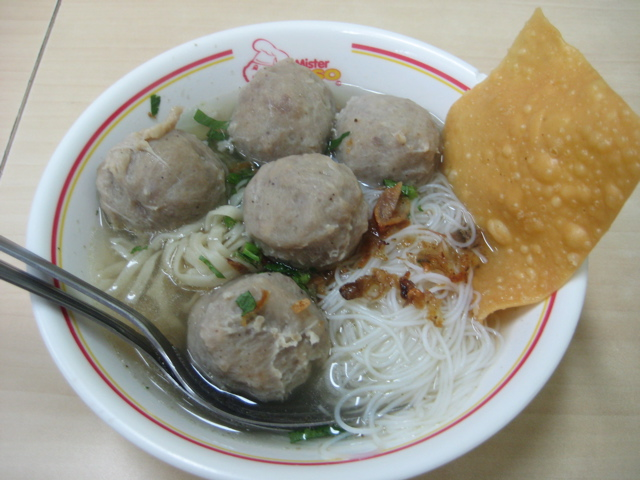
Рисовая лапша и баксо входят в число ингредиентов наси-горенг-мавут

В конце XX — начале XXI столетия в различных районах Явы стало практиковаться смешение наси-горенга с другими кушаньями — благо, дисперсная консистенция этого блюда позволяет легко проводить такие кулинарные эксперименты. Так, в Чиребоне и некоторых других местностях Западной Явы к рису перед обжаркой помимо нескольких обычных дополнительных ингредиентов примешивают — примерно во вдвое меньшем объёме — варёную пшеничную лапшу, часто с добавлением нашинкованной капусты и паркии красивой. Получающееся в результате  кушанье, фактически представляющее собой гибрид двух популярных индонезийских блюд — классического наси-горенга и жареной лапши с наполнителями, стало известно в Индонезии как наси-горенг по-чиребонски, а в самом Чиребоне как «отоково́к» (индон. nasi goreng otokowok), что на местном диалекте сунданского языка означает «беспорядочная мешанина».

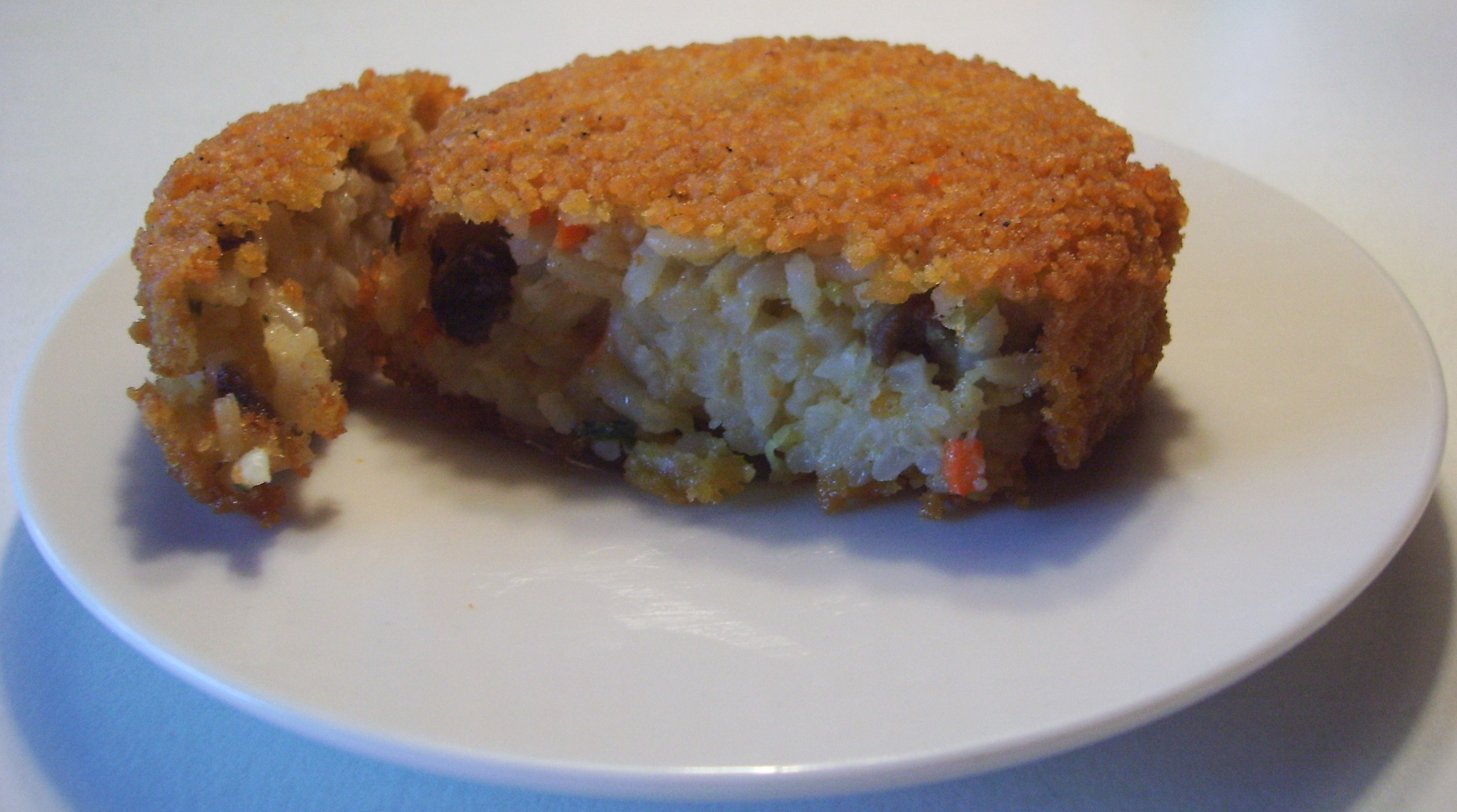
Нидерландский насисхейф

Более сложную смесь на основе наси-горенга изобрели жители центральных районов Явы, в частности, Джокьякарты и Магеланга: её составляющими служат два вида лапши — пшеничная и рисовая, а также баксо — небольшие плотные фрикадельки из мяса, курицы или морепродуктов. Баксо при этом нарезается тонкими ломтиками, а в качестве дополнительных овощных ингредиентов обычно используются капуста и бок-чой. Это нововведение получило название, семантически сходное с предыдущим, — «наси-горенг-маву́т» (индон. nasi goreng mawut): последнее слово конструкции на одном из говоров яванского языка также означает «беспорядок», «кавардак».
Весьма своеобразное кушанье на основе наси-горенга возникло в нидерландской кухне — насисхейф (нидерл. nasischijf). Его название представляет собой макаронизм, образованный за счёт слияния индонезийского слова «nasi», означающего «рис», с нидерландским словом «schijf», означающим «диск». Это блюдо представляет собой круглый по форме брикет наси-горенга, изжаренный в плотной обсыпке из панировочных сухарей. Особой популярностью насисхейф пользуется в нидерландском фаст-фуде, а также как кулинарный полуфабрикат. Есть его можно как с помощью ножа и вилки — как котлету, так и руками — как пирожок.

## Подача и употребление

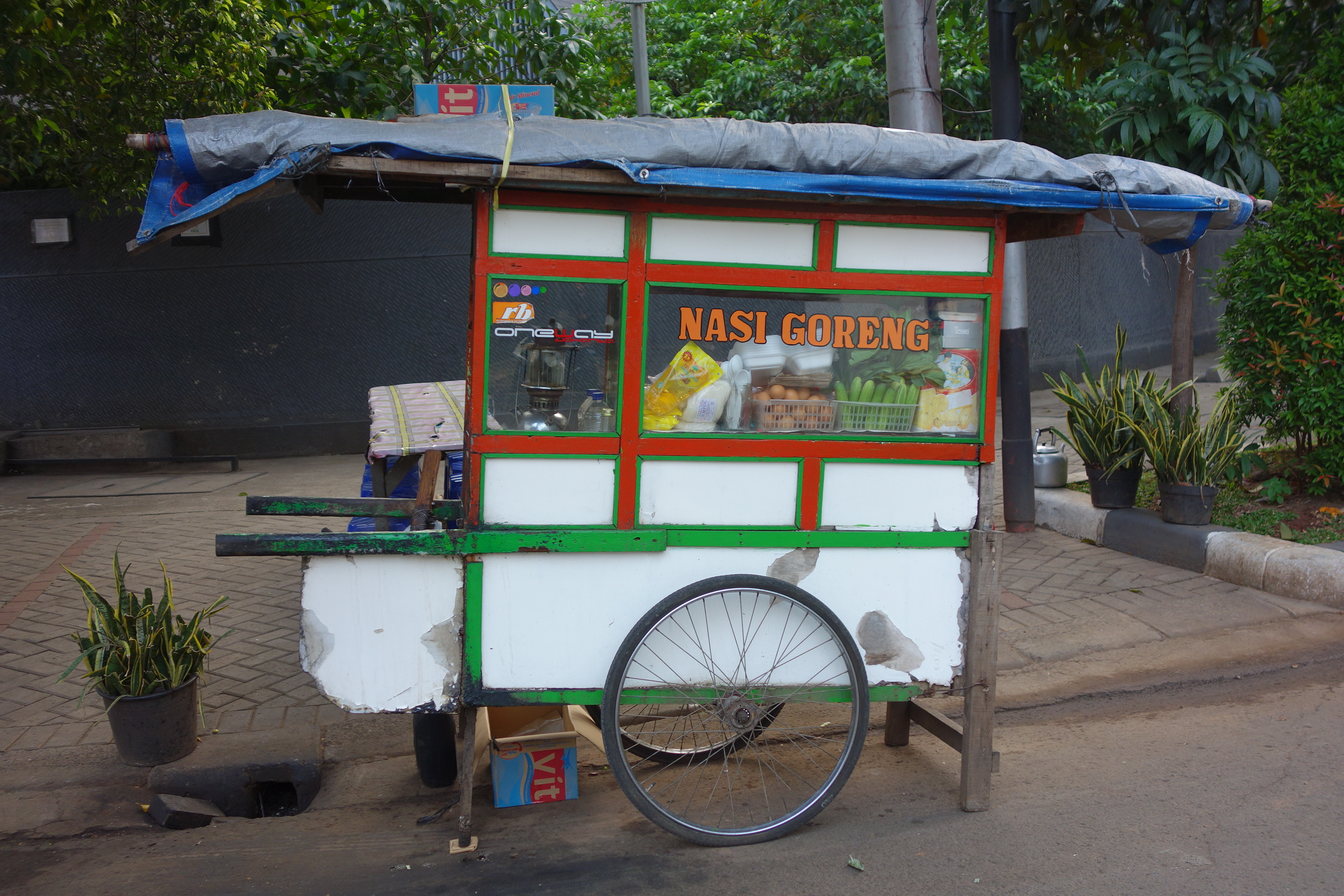
Лоток уличного торговца наси-горенгом. Джакарта

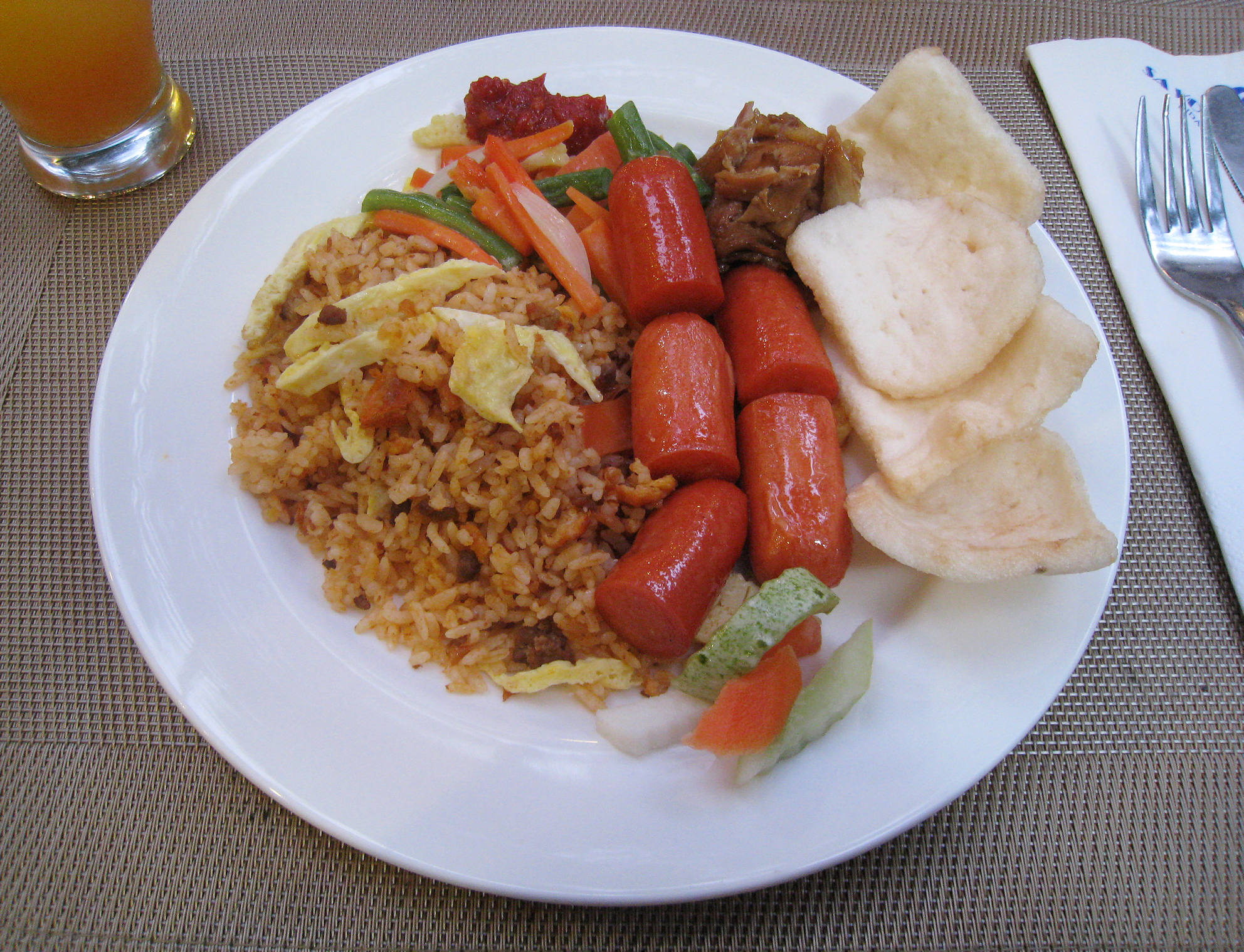
Наси-горенг с сосиской, крупуком и мочёными овощами, поданный на завтрак в одной из гостиниц Бандунга, Индонезия

Наси-горенг пользуется высокой популярностью в равной мере в домашней, ресторанной и уличной кухне. В Индонезии и Малайзии он подаётся в заведениях общественного питания всех типов и уровней — от многочисленных харчевен, размещающихся под матерчатыми навесами или в фанерных палатках, до ресторанов, рассчитанных на наиболее взыскательную публику, а также повсеместно готовится уличными торговцами на передвижных кухнях-тележках и лотках на традиционных базарах. В Нидерландах и других западных странах наси-горенг является непременным элементом меню ресторанов индонезийской кухни и часто фигурирует в ассортименте азиатских ресторанов более широкого профиля.
Кроме того, в различных странах — по мере своего распространения — наси-горенг стал популярным промышленным полуфабрикатом. Различными предприятиями пищевой промышленности выпускается множество видов этого кушанья в виде брикетов, упакованных в пластиковые контейнеры или пакеты и рассчитанных, как правило, на одну порцию. Иногда помимо брикетированной смеси риса с теми или иными ингредиентами в контейнер закладываются масло для жарки и какие-то специи в отдельных пакетиках. Для приготовления подобный полуфабрикат обычно необходимо разогреть в сковороде на плите или непосредственно в тарелке в микроволновой печи. 
Наси-горенг является полноценным основным блюдом, которое принято есть горячим, однако нередко его употребляют в пищу и остывшим. В силу того, что для этого кушанья весьма часто используется вчерашний варёный рис, в домашних условиях оно традиционно готовится и подаётся прежде всего в первой половине дня, главным образом — за завтраком. Вместе с тем широкое распространение в качестве ресторанного и уличного блюда, подаваемого в любое время дня, в значительной степени ослабило «привязку» наси-горенга к утренней трапезе — в особенности среди жителей больших городов.

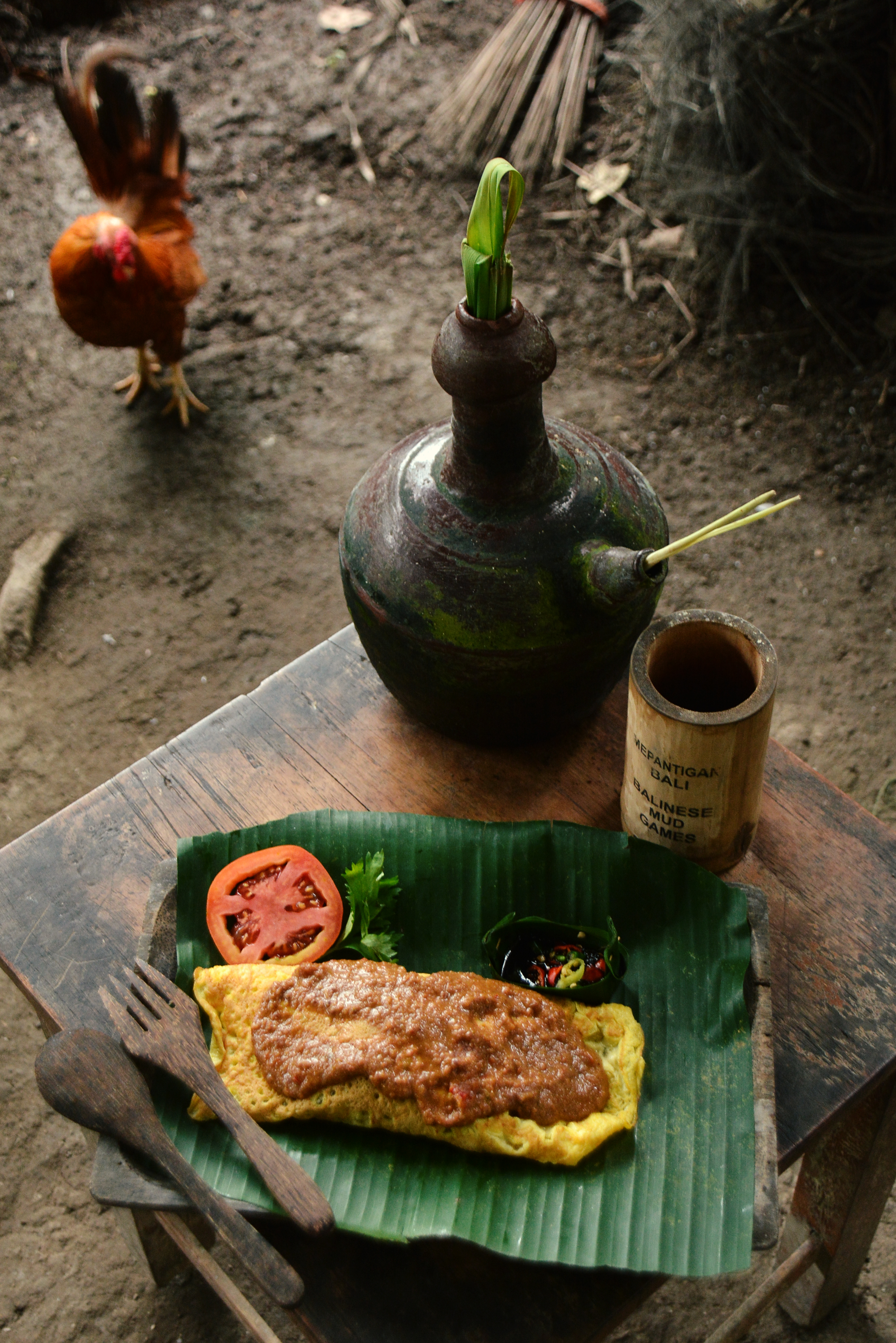
Наси-горенг «в конверте» с арахисовым соусом

Готовая порция наси-горенга обычно представляет собой плотно утрамбованную горку рисовой смеси: форма чаще всего придаётся с помощью округлой чашки или миски. Реже кушанье накладывается на тарелку бесформенной массой. Оно может подаваться само по себе, однако во многих регионах Индонезии традиционно практикуется сервировка наси-горенга с комплексным гарниром. Ключевым элементом последнего практически всегда является яичница из одного яйца — как правило, глазунья, либо омлет, которые укладываются поверх горки риса. Помимо этого, на тарелку рядом с рисом обычно выкладываются несколько пластинок крупука и небольшое количество ачара — традиционных местных пикулей, либо же свежих овощей — как правило, ломтики огурцов или помидоров, реже — салатные листья. Популярными дополнениями являются также несколько шпажек миниатюрного шашлыка сате или несколько крупных креветок. Иногда в ход идут и другие закуски: так, например, в современных условиях в качестве дополнения к наси-горенгу нередко используются сосиски. Кроме закусок, на тарелку могут выставляться также различные соусы в небольших ёмкостях. Порция риса при этом может посыпаться пёрышками лука-шалота или репчатого лука, зажаренными в растительном масле, а также крипиком — особым видом крупука мелкого размера, изготовляемым обычно из овощей. Дополненное подобным образом блюдо обычно называется «специальный наси-горенг» (индон. nasi goreng spesial), «особый наси-горенг» (индон. nasi goreng istimewa). Из Индонезии такая комплексная сервировка наси-горенга была перенята и в других странах, однако там практикуется гораздо реже — в основном в ресторанной кухне.
Кроме того, как в Малайзии, так и в Индонезии местами практикуется подача порции наси-горенга, завернутой в тонкий омлет — наподобие японского блюда омурайсу. В первой из этих стран такое комплексное блюдо называется «наси-горенг по-паттайски» (малайск. nasi goreng pattaya), а во второй — «наси-горенг в конверте» (индон. nasi goreng amplop), хотя и малайское название также иногда употребляется у индонезийцев. Иногда такой «конверт» сверху обильно заливается арахисовым соусом или самбалом.